# Карконошський національний парк

Логотип Карконошського національного парку

Старий логотип парку

Карконошський (пол. Karkonoski Park Narodowy) — національний парк на південному заході  Польщі, в  Нижньосілезькому воєводстві. Розташований в горах Карконоші (найвищій частині  Судет), на кордоні з  Чехією (на чеському боці кордону має продовження як Національний парк Крконоше.. Був заснований в 1959 році з площею 55,10 км²; згодом площа була збільшена до 55,76 км², приблизно 33,80 км² з них покривають ліси. 17,18 км² особливо охороняється. У 1992 році Карконошський національний парк разом з прилеглим до нього чеським парком Крконоше були оголошені єдиним біосферним заповідником з рамках програми ЮНЕСКО «Людина і біосфера». Крім того, близько 40 га водно-болотних угідь парку охороняються  Рамсарською Конвенцією.
Щорічно Карконошський національний парк відвідують близько 1,5 млн туристів. Інфраструктура парку включає 112 км пішохідних маршрутів, 10 гірськолижних підйомників і 12 гестхаусів. Штаб-квартира парку розташовується в місті Єленя-Ґура.

## Галерея парку

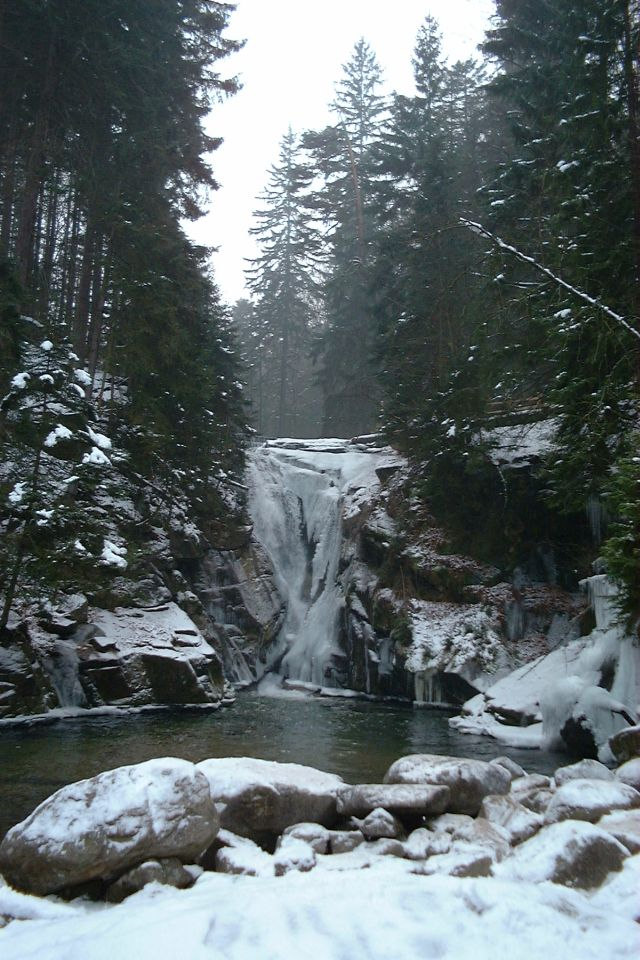
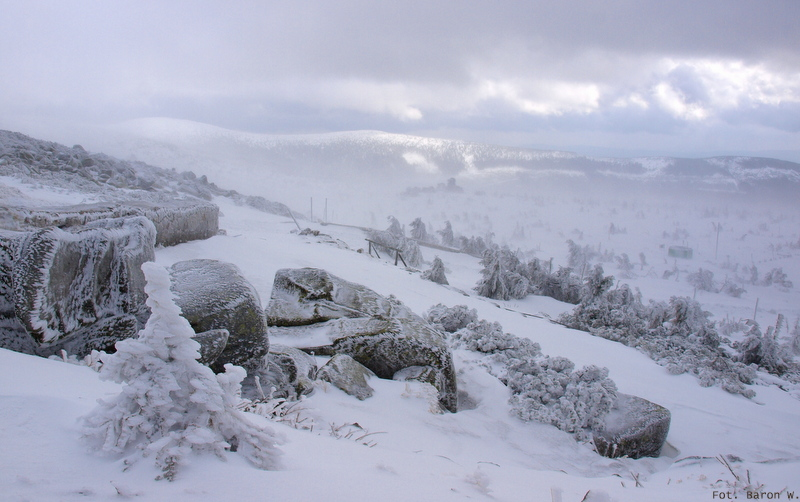
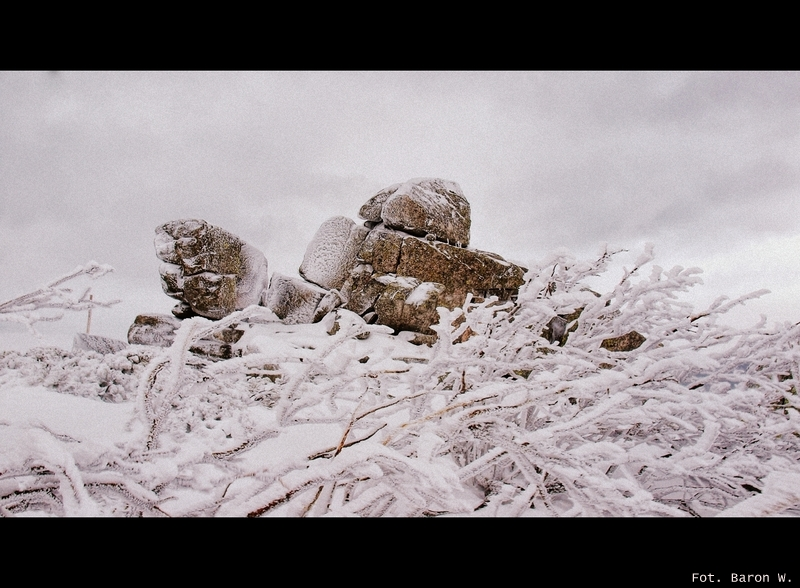
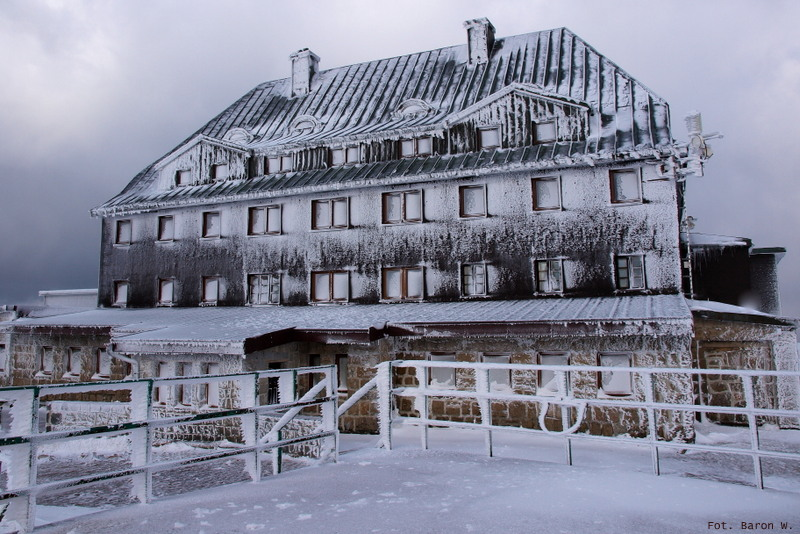